# Tournoi d'ouverture du championnat du Paraguay de football 2013
Navigation
Tournoi précédent Tournoi suivant
Le tournoi d'ouverture de la saison 2013 du Championnat du Paraguay de football est le premier tournoi semestriel de la cent-troisième saison du championnat de première division au Paraguay. La saison est scindée en deux tournois saisonniers qui délivrent chacun un titre de champion. Les douze clubs participants sont réunis au sein d'une poule unique où ils affrontent leurs adversaires deux fois, à domicile et à l'extérieur. Il n’y a ni promotion, ni relégation à l’issue du tournoi.
C'est le Club Nacional qui remporte le tournoi après avoir terminé en tête du classement final, avec six points d'avance sur Club Guaraní et neuf sur Cerro Porteño. C'est le neuvième titre de champion du Paraguay de l'histoire du club.

## Qualifications continentales
Le vainqueur du tournoi Ouverture est qualifié pour la Copa Libertadores 2014.

## Les clubs participants
| - Club Libertad - Club Nacional - Cerro Porteño - Club Guaraní - Club Deportivo Capiatá - Promu de División Intermedia - Club Sol de América | - Club Sportivo Carapeguá - Club Olimpia - Club Sportivo Luqueño - Club General Díaz - Promu de División Intermedia - Club Cerro Porteño - Club Rubio Ñu |

## Compétition
Le barème utilisé pour établir le classement est le suivant :
- Victoire : 3 points
- Match nul : 1 point
- Défaite : 0 point

### Classement
| Rang | Équipe                  | Pts | J  | G  | N | P  | Bp | Bc | Diff |
| ---- | ----------------------- | --- | -- | -- | - | -- | -- | -- | ---- |
| 1    | Club Nacional           | 46  | 22 | 15 | 1 | 6  | 40 | 25 | +15  |
| 2    | Club Guaraní            | 40  | 22 | 11 | 7 | 4  | 38 | 21 | +17  |
| 3    | Cerro Porteño           | 37  | 22 | 11 | 4 | 7  | 38 | 29 | +9   |
| 4    | Club LibertadT          | 36  | 22 | 10 | 6 | 6  | 29 | 23 | +6   |
| 5    | Club Olimpia            | 31  | 22 | 8  | 7 | 7  | 31 | 31 | 0    |
| 6    | Club Sol de América     | 29  | 22 | 7  | 8 | 7  | 30 | 34 | -4   |
| 7    | Club General DíazP      | 28  | 22 | 7  | 7 | 8  | 25 | 27 | -2   |
| 8    | Club Deportivo CapiatáP | 27  | 22 | 7  | 6 | 9  | 25 | 30 | -5   |
| 9    | Club Rubio Ñu           | 25  | 22 | 6  | 7 | 9  | 27 | 29 | -2   |
| 10   | Club Sportivo Luqueño   | 25  | 22 | 6  | 7 | 9  | 19 | 25 | -6   |
| 11   | Club Cerro Porteño      | 19  | 22 | 4  | 7 | 11 | 27 | 38 | -11  |
| 12   | Club Sportivo Carapeguá | 16  | 22 | 3  | 7 | 12 | 22 | 39 | -17  |

|  | Qualification pour la Copa Libertadores 2014         |
|  | T : Tenant du titre P : Promu de División Intermedia |

## Bilan de la saison
| Championnat du Paraguay de football 2013 |                          |
| Champion                                 | Club Nacional (9e titre) |
| Qualifications continentales             |                          |
| Copa Libertadores 2014                   | Club Nacional            |
| Promotions et relégations                |                          |
| Promus en Primera División               | Aucun                    |
| Relégués en División Intermedia          | Aucun                    |